# Idume tripars
Idume tripars är en insektsart som först beskrevs av Walker 1857.  Idume tripars ingår i släktet Idume och familjen Flatidae. Inga underarter finns listade i Catalogue of Life.